# Édouard Steyaert
Édouard Steyaert (ou Edward Steyaert), né à Moerkerke (commune de Damme, en Belgique) en 1868 et mort à Schaerbeek (Bruxelles) le 7 octobre 1932, est un peintre verrier belge, installé à son compte à Schaerbeek à partir de 1896. Il a signé principalement des vitraux pour des églises belges mais a réalisé aussi des verrières en Angleterre, en Écosse, en Irlande, en Espagne, en Suisse, au Mexique et au Guatemala.

## Œuvres

### Vitraux en Belgique (classement par nom de commune)
- Église Saint-Hubert de Berchem, commune d’Anvers
- Église Saint-Remi de Rèves, commune des Bons Villers , 1906[1]
- Église Saint-Étienne de Corry-le-Grand, commune de Chaumont-Gistoux[2]
- Église Sainte-Elisabeth de Stokken, commune de Dilsen-Stokken[3],[4]
- Église Saint-Joseph, commune d’Evere (Bruxelles)[5], 1906
- Église Saint-Pierre de Beuzet, commune de Gembloux[6], 1926
- Église Sainte-Barbe, commune de Molenbeck-Saint-Jean (Bruxelles)
- Église de Notre-Dame-au-Bois, commune d’Overijse, 1927 : vitraux de la nef[7]
- Église Saint-Sixte de Genval, commune de Rixensart[8],[9],[10],[11],[12],[13],[14],[15],[16],[17],[18],[19]
- Église Saint-Josse, commune de Saint-Josse-ten-Noode (Bruxelles), 1 vitrail (Les noces de Cana)[20]
- Église Saint-Servais, commune de Schaerbeek (Bruxelles)
- Église de Basse-Wavre, commune de Wavre : 3 vitraux (Annonciation, Visitation, Adoration des mages)
- Chapelle du collège Notre-Dame de Basse-Wavre, commune de Wavre, 1914-1918[21]
- Église Saint-Jean-Baptiste, commune de Wavre
- Église Saint-Pancrace de Sterrebeek, commune de Zaventem[22]

### Tableaux
- Madonna under stolp[23]